# Embajada de España en Venezuela
La Embajada del Reino de España en la República Bolivariana de Venezuela es la máxima representación legal de España en Venezuela.

## Historia
España y Venezuela establecieron relaciones diplomáticas en 1846 después de la firma de un "Tratado de Paz y Amistad". Durante la guerra civil española (1936-1939), Venezuela, bajo el presidente Eleazar López Contreras mantuvo relaciones diplomáticas con Francisco Franco. De 1946 a 1958, Venezuela fue el segundo mayor receptor de migrantes españoles (después de la Argentina) con más de 45 000 migrantes españoles que llegaron al país. En octubre de 1976, el Rey Juan Carlos I de España realizó una visita oficial a Venezuela (su primera de cuatro visitas).

## Embajador
El actual embajador es Ramón Santos, quien fue nombrado por el gobierno de Pedro Sánchez en diciembre de 2022.

## La Embajada de España
El edificio de representación del Reino de España es la embajada española en Caracas. La cancillería de España se encuentra en Avenida Mohedano, entre la 1.ª y 2.ª transversal, Quinta Marmolejo Embajada de España, La Castellana, Caracas.

## Otras propiedades de la Embajada de España
Aparte, España tiene los siguientes propiedades afuera de las instalaciones de la embajada:
- Residencia de la Embajada (Calle el Valle, Country Club, Caracas)
- Consulado-General (Edificio Bancaracas, piso 7, Plaza La Castellana, La Castellana, Caracas)
- Oficina Económica y Comercial (Avenida Francisco de Miranda, Edificio Parque Cristal, Torre Este, piso 10, Los Palos Grandes, Caracas)
- Consejería de Trabajo, Migraciones y Seguridad Social (Avenida Principal Eugenio Mendoza, Edificio Banco de Lara, piso 1, La Castellana, Caracas)

## Galería

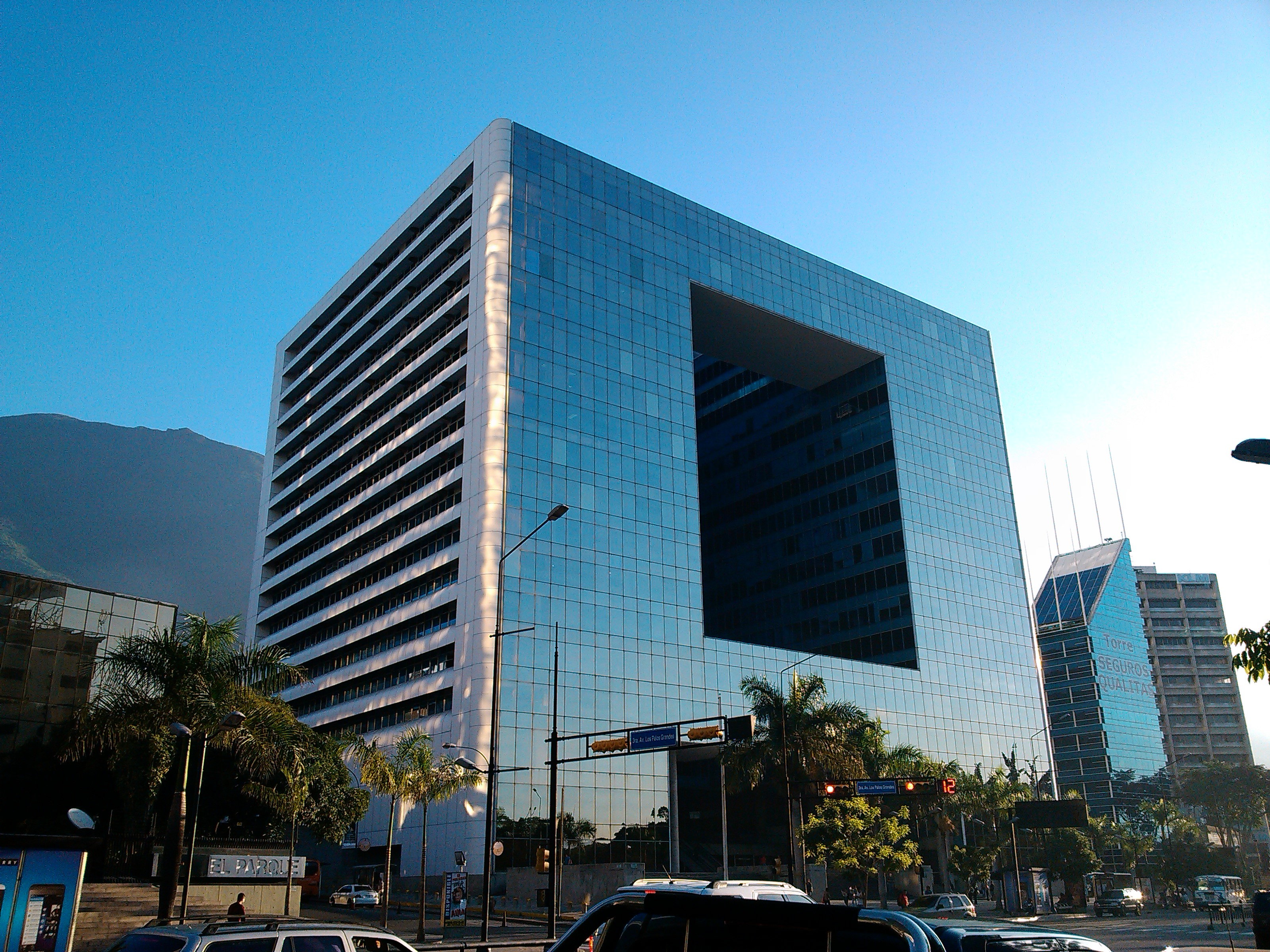
Edificio Parque Cristal alojando a la Oficina Económica y Comercial